# Scott Base
Scottbasen (Engelska: Scott Base) är en nyzeeländsk forskningsstation på Rossön i Antarktis. Närmaste befolkade plats är McMurdo Station, 2,1 km väster om Scott Base.   
Stationen är namngiven efter Robert Scott, känd för sin ödesdigra sydpolsexpedition, som nådde Sydpolen 17 januari 1912, 34 dagar efter Roald Amundsen.